# Lijst van voetbalinterlands IJsland - Polen
Deze lijst van voetbalinterlands is een overzicht van alle officiële voetbalwedstrijden tussen de nationale teams van IJsland en Polen. De landen speelden tot op heden zeven keer tegen elkaar, te beginnen met een kwalificatiewedstrijd voor het Europees kampioenschap voetbal 1980 in Reykjavik op 6 september 1978. Het laatste duel, een vriendschappelijke wedstrijd, vond plaats op 8 juni 2021 in Poznań.

## Wedstrijden
| № | Plaats    | Datum            | Competitie           | Wedstrijd       | Uitslag |
| - | --------- | ---------------- | -------------------- | --------------- | ------- |
| 1 | Reykjavik | 6 september 1978 | EK 1980 kwalificatie | IJsland – Polen | 0 – 2   |
| 2 | Krakau    | 10 oktober 1979  | EK 1980 kwalificatie | Polen – IJsland | 2 – 0   |
| 3 | Warschau  | 15 november 2000 | Vriendschappelijk    | Polen – IJsland | 1 – 0   |
| 4 | Reykjavik | 15 augustus 2001 | Vriendschappelijk    | IJsland – Polen | 1 – 1   |
| 5 | Warschau  | 7 oktober 2005   | Vriendschappelijk    | Polen – IJsland | 3 – 2   |
| 6 | Warschau  | 13 november 2015 | Vriendschappelijk    | Polen – IJsland | 4 – 2   |
| 7 | Poznań    | 8 juni 2021      | Vriendschappelijk    | Polen − IJsland | 2 − 2   |

## Samenvatting
| Competitie        | Totaal gespeeld | Winst IJsland | Gelijk | Winst Polen | Doelsaldo IJsland – Polen |
| ----------------- | --------------- | ------------- | ------ | ----------- | ------------------------- |
| EK-kwalificatie   | 2               | 0             | 0      | 2           | 0 − 4                     |
| Vriendschappelijk | 5               | 0             | 2      | 3           | 7 − 11                    |
| Totaal            | 7               | 0             | 2      | 5           | 7 − 15                    |

## Details

### Eerste ontmoeting
| EK 1980 kwalificatie (Reykjavik, IJsland, 6 september 1978): |       |                                   |
| IJsland                                                      | 0 – 2 | Polen                             |
|                                                              | goals | 24' Marek Kusto 85' Grzegorz Lato |

### Tweede ontmoeting
| EK 1980 kwalificatie (Krakau, Polen, 10 oktober 1979): |       |         |
| Polen                                                  | 2 – 0 | IJsland |
| Roman Ogaza 55' Roman Ogaza 74' (pen.)                 | goals |         |

### Derde ontmoeting
| Vriendschappelijk (Warschau, Polen, 15 november 2000):                                                                   |       |         |
| Polen | 1 – 0 | IJsland |
| Tomasz Frankowski 62' (pen.)                                                                                             | goals |         |
| - Debuut van Jakub Wierzchowski (KS Ruch), Tomasz Kos (1. FC Nürnberg) en Olgierd Moskalewicz (Wisła Kraków) voor Polen. |       |         |

### Vierde ontmoeting
| Vriendschappelijk (Reykjavik, IJsland, 15 augustus 2001): |       |                                |
| IJsland | 1 – 1 | Polen                          |
| Andri Sigþórsson 86' | goals | 18' (e.d.) Hermann Hreiðarsson |
| - Debuut van Ólafur Stígsson (ÍF Fylkir), Joey Guðjónsson (RKC Waalwijk) en Marel Baldvinsson (Stabæk IF) voor IJsland. - Debuut van Grzegorz Pater (Wisła Kraków), Kamil Kosowski (Wisła Kraków) en Tomasz Dawidowski (KS Amica) voor Polen. |       |                                |

### Vijfde ontmoeting
| Vriendschappelijk (Warschau, Polen, 7 oktober 2005): |       |                                               |
| Polen | 3 – 2 | IJsland                                       |
| Jacek Krzynówek 25' Marcin Baszczyński 57' Euzebiusz Smolarek 64'                                                                                          | goals | 15' Kristján Sigurðsson 38' Hannes Sigurðsson |
| - Debuut van Marcin Kaczmarek (Kolporter Korona) voor Polen. - Debuut van Daði Lárusson (FH Hafnarfjörður) en Sölvi Ottesen (Djurgårdens IF) voor IJsland. |       |                                               |

KSÍ · A-internationals · Bondscoaches · Statistieken · IJslands vrouwenelftal · Olympisch elftal · IJsland U21 · IJsland U20 · IJsland U19 · IJsland U18 · IJsland U17 · IJsland U16 · Vrouwen U17
1946 – 1949 · 1950 – 1959 · 1960 – 1969 · 1970 – 1979 · 1980 – 1989 · 1990 – 1999 · 2000 – 2009 · 2010 – 2019 · 2020 − 2029
EK 2016
WK 2018
1946 · 1947 · 1948 · 1949 · 1950 · 1951 · 1952 · 1953 · 1954 · 1955 · 1956 · 1957 · 1958 · 1959 · 1960 · 1961 · 1962 · 1963 · 1964 · 1965 · 1966 · 1967 · 1968 · 1969 · 1970 · 1971 · 1972 · 1973 · 1974 · 1975 · 1976 · 1977 · 1978 · 1979 · 1980 · 1981 · 1982 · 1983 · 1984 · 1985 · 1986 · 1987 · 1988 · 1989 · 1990 · 1991 · 1992 · 1993 · 1994 · 1995 · 1996 · 1997 · 1998 · 1999 · 2000 · 2001 · 2002 · 2003 · 2004 · 2005 · 2006 · 2007 · 2008 · 2009 · 2010 · 2011 · 2012 · 2013 · 2014 · 2015 · 2016 · 2017 · 2018 · 2019 · 2020 · 2021 · 2022 · 2023 · 2024
Albanië ·
Andorra ·
Argentinië ·
Armenië ·
Azerbeidzjan ·
Bahrein ·
België ·
Bermuda ·
Bolivia ·
Bosnië en Herzegovina ·
Brazilië ·
Bulgarije ·
Canada ·
Chili ·
China ·
Cyprus ·
Denemarken ·
DDR ·
Duitsland ·
El Salvador ·
Engeland ·
Estland ·
Faeröer ·
Finland ·
Frankrijk ·
Georgië ·
Ghana ·
Griekenland ·
Guatemala ·
Honduras ·
Hongarije ·
Ierland ·
India ·
Iran ·
Israël ·
Italië ·
Japan ·
Kazachstan ·
Koeweit ·
Kosovo ·
Kroatië ·
Letland ·
Liechtenstein ·
Litouwen ·
Luxemburg ·
Malta ·
Mexico ·
Moldavië ·
Montenegro ·
Nederland ·
Nigeria ·
Noord-Ierland ·
Noord-Macedonië ·
Noorwegen ·
Oeganda ·
Oekraïne ·
Oostenrijk ·
Peru · 
Polen ·
Portugal ·
Qatar ·
Roemenië ·
Rusland ·
San Marino ·
Saoedi-Arabië ·
Schotland ·
Slovenië ·
Slowakije ·
Sovjet-Unie ·
Spanje ·
Trinidad en Tobago ·
Tsjechië ·
Tsjecho-Slowakije ·
Tunesië ·
Turkije ·
Venezuela ·
Verenigde Arabische Emiraten ·
Verenigde Staten ·
Wales ·
Wit-Rusland ·
Zuid-Afrika ·
Zuid-Korea ·
Zweden ·
Zwitserland
Argentinië (2018) ·
Engeland (2016) · 
Hongarije (2016) ·
Kroatië (2018) ·
Nigeria (2018) · 
Portugal (2016)
Poolse voetbalbond · A-internationals · Selecties · Statistieken · Pools vrouwenelftal · Olympisch elftal · Polen U21 · Polen U20 · Polen U19 · Polen U18 · Polen U17 · Polen U16
1921 – 1929 ·
1930 – 1939 ·
1940 – 1949 ·
1950 – 1959 ·
1960 – 1969 ·
1970 – 1979 ·
1980 – 1989 ·
1990 – 1999 ·
2000 – 2009 ·
2010 – 2019 ·
2020 – 2029
EK 2008 · 
EK 2012 · 
EK 2016 · 
EK 2020
WK 1938 ·
WK 1974 ·
WK 1978 ·
WK 1982 ·
WK 1986 ·
WK 2002 ·
WK 2006 ·
WK 2018
OS 1924 ·
OS 1936 ·
OS 1972 ·
OS 1976 ·
OS 1992
1921 · 
1922 · 
1923 · 
1924 · 
1925 · 
1926 · 
1927 · 
1928 · 
1929 · 
1930 · 
1931 · 
1932 · 
1933 · 
1934 · 
1935 · 
1936 · 
1937 · 
1938 · 
1939 · 
1940–1946 · 
1947 · 
1948 · 
1949 · 
1950 · 
1951 · 
1952 · 
1953 · 
1954 · 
1955 · 
1956 · 
1957 · 
1958 · 
1959 · 
1960 · 
1961 · 
1962 · 
1963 · 
1964 · 
1965 · 
1966 · 
1967 · 
1968 · 
1969 · 
1970 · 
1971 · 
1972 · 
1973 · 
1974 · 
1975 · 
1976 · 
1977 · 
1978 · 
1979 · 
1980 · 
1981 · 
1982 · 
1983 · 
1984 · 
1985 · 
1986 · 
1987 · 
1988 · 
1989 · 
1990 · 
1991 · 
1992 · 
1993 · 
1994 · 
1995 · 
1996 · 
1997 · 
1998 · 
1999 · 
2000 · 
2001 · 
2002 · 
2003 · 
2004 · 
2005 · 
2006 · 
2007 · 
2008 · 
2009 · 
2010 · 
2011 · 
2012 · 
2013 · 
2014 ·
2015 ·
2016 ·
2017 ·
2018 ·
2019 ·
2020 ·
2021
Albanië ·
Algerije ·
Andorra ·
Argentinië ·
Armenië ·
Australië ·
Azerbeidzjan ·
België ·
Bolivia ·
Bosnië en Herzegovina ·
Brazilië ·
Bulgarije ·
Canada ·
Chili ·
China ·
Colombia ·
Costa Rica ·
Cyprus ·
DDR ·
Denemarken ·
Duitsland ·
Ecuador ·
Egypte ·
Engeland ·
Estland ·
Faeröer · 
Finland ·
Frankrijk ·
Georgië ·
Gibraltar ·
Griekenland ·
Guatemala ·
Haïti ·
Hongarije ·
Ierland ·
India ·
Irak ·
Iran ·
Israël ·
Italië ·
Ivoorkust ·
IJsland ·
Japan ·
Joegoslavië ·
Kameroen ·
Kazachstan ·
Koeweit ·
Kroatië ·
Letland ·
Libië ·
Liechtenstein ·
Litouwen ·
Luxemburg ·
Marokko ·
Malta ·
Mexico ·
Moldavië ·
Montenegro ·
Nederland ·
Nieuw-Zeeland ·
Nigeria ·
Noord-Ierland ·
Noord-Korea ·
Noord-Macedonië ·
Noorwegen ·
Oekraïne ·
Oostenrijk ·
Peru ·
Portugal ·
Roemenië ·
Rusland ·
San Marino ·
Saoedi-Arabië · 
Schotland ·
Senegal ·
Servië ·
Servië en Montenegro · 
Singapore ·
Slovenië ·
Slowakije ·
Sovjet-Unie ·
Spanje ·
Thailand · 
Tsjechië ·
Tsjecho-Slowakije ·
Tunesië ·
Turkije ·
Uruguay ·
Verenigde Arabische Emiraten ·
Verenigde Staten ·
Wales ·
Wit-Rusland ·
Zuid-Afrika ·
Zuid-Korea ·
Zweden ·
Zwitserland
België (1982) ·
Colombia (2018) ·
Costa Rica (2006) ·
Duitsland (2006) ·
Duitsland (2008) ·
Duitsland (2016) ·
Ecuador (2006) ·
Frankrijk (1982) ·
Frankrijk (2022) ·
Griekenland (2012) ·
Italië (1982, 1) ·
Italië (1982, 2) ·
Japan (2018) ·
Kameroen (1982) ·
Kroatië (2008) ·
Noord-Ierland (2016) ·
Oostenrijk (2008) ·
Peru (1982) ·
Rusland (2012) ·
Senegal (2018) ·
Slowakije (2021) ·
Sovjet-Unie (1982) ·
Spanje (2021) ·
Tsjechië (2012) ·
Zweden (2021)